# Brachymenium hornschuchianum
Brachymenium hornschuchianum är en bladmossart som beskrevs av Martius 1834. Brachymenium hornschuchianum ingår i släktet Brachymenium och familjen Bryaceae. Inga underarter finns listade i Catalogue of Life.